# Spanische Mannschaftsmeisterschaft im Schach
Die spanische Mannschaftsmeisterschaft im Schach (spanisch Campeonato de España de Ajedrez por Equipos de Club) ist eine jährliche Schachveranstaltung. Die besten Teams nehmen an internationalen Wettbewerben teil, die von der FIDE und der ECU ausgerichtet werden.

## Geschichte
Die spanische Mannschaftsmeisterschaft erlebte ihre Taufe im März 1956. Erster Gewinner war der katalanische Meister C.A. Barcelona mit 22:10 nach Hin- und Rückspiel gegen Real Madrid. Sportlich blieb der Wettbewerb, aufgefüllt meistens mit den heimischen Spielern, bis Mitte der 1990er Jahre auf mittlerem Niveau. Dies änderte sich mit der Verpflichtung von Weltklassespielern, die durch ihre Präsenz jeder Veranstaltung einen besonderen Glanz verleihen. Zu den Neuzugängen zählten Anatoli Karpow, Surab Asmaiparaschwili, Joël Lautier und der Wahlspanier Alexei Schirow. In den letzten Jahren gilt der Wettbewerb im internationalen Vergleich als einer der stärksten überhaupt. Im Jahre 2010 kamen mehrere Großmeister der Weltspitze zum Einsatz, inklusive Vüqar Həşimov, Hikaru Nakamura und Maxime Vachier-Lagrave. Der Elo-Durchschnitt an den ersten Brettern betrug 2687 Punkte.

## Gewinner
| Jahr | Ort               | Meister                           |
| ---- | ----------------- | --------------------------------- |
| 1956 | Barcelona, Madrid | C.A. Barcelona                    |
| 1957 | Bilbao            | Real Madrid                       |
| 1959 | Madrid            | Real Madrid                       |
| 1960 | Barcelona         | Chardenet Madrid                  |
| 1961 | Madrid            | Real Madrid                       |
| 1962 | Saragossa         | Real Madrid                       |
| 1963 | Palencia          | Chardenet Madrid                  |
| 1964 | Barcelona         | C.A. Barcelona                    |
| 1965 | Alcoi             | C.A. Alcoy Alicante               |
| 1966 | Bilbao            | Espanol Barcelona                 |
| 1967 | Lanjarón          | C.A. Barcelona                    |
| 1968 | Murcia            | Schweppes Madrid                  |
| 1969 | Sevilla           | Schweppes Madrid                  |
| 1970 | Valencia          | Schweppes Madrid                  |
| 1971 | Igualada          | Schweppes Madrid                  |
| 1972 | Lanjarón          | Schweppes Madrid                  |
| 1973 | Barcelona         | Caja Insular Las Palmas           |
| 1974 | Alicante          | Schweppes Madrid                  |
| 1975 | Barcelona         | Schweppes Madrid                  |
| 1976 | Saragossa         | Caja Insular Las Palmas           |
| 1977 | Alicante          | Caja Insular Las Palmas           |
| 1978 | Centelles         | UD Las Palmas                     |
| 1979 | Torre del Mar     | U.G.A. Barcelona                  |
| 1980 | Santander         | Vulcá Barcelona                   |
| 1981 | Calella           | Vulcá Barcelona                   |
| 1982 | Benidorm          | Vulcá Barcelona                   |
| 1983 | Les Escaldes      | Vulcá Barcelona                   |
| 1984 | Benidorm          | Vulcá Barcelona                   |
| 1985 | Benidorm          | CE Terrassa                       |
| 1986 | Benidorm          | Vulcá Barcelona                   |
| 1987 | Monzón            | Vulcá Barcelona                   |
| 1988 | Zamora            | Caja de Canarias Las Palmas       |
| 1989 | Alicante          | Vulcá Barcelona                   |
| 1990 | Candás            | Vulcá Barcelona                   |
| 1991 | Linares           | U.G.A. Barcelona                  |
| 1992 | Ponferrada        | U.G.A. Barcelona                  |
| 1993 | Matalascañas      | U.G.A. Barcelona                  |
| 1994 | Cala Galdana      | Villa de Teror Gran Canaria       |
| 1995 | Diverse Orte      | Vulcá Barcelona                   |
| 1996 | Oropesa del Mar   | U.G.A. Barcelona                  |
| 1997 | Ponferrada        | Barcino Barcelona                 |
| 1998 | Salamanca         | Xec Epic Barcino Barcelona        |
| 1999 | Cala Galdana      | Marcote Mondariz                  |
| 2000 | Barcelona         | Palm Oasis Gran Canaria           |
| 2001 | Cala Galdana      | Tiendas UPI Jaén                  |
| 2002 | Mondariz          | Tiendas UPI Jaén                  |
| 2003 | Lanzarote         | Marcote Mondariz                  |
| 2004 | Sanxenxo          | Tiendas UPI Jaén                  |
| 2005 | Mérida            | Reverté Albox                     |
| 2006 | Lugo              | Linex Magic Mérida                |
| 2007 | Calvià            | Linex Magic Mérida                |
| 2008 | Motril            | Cajacanarias La Palma             |
| 2009 | Linares           | Linex Magic Mérida                |
| 2010 | Sestao            | Marcote Mondariz                  |
| 2011 | Melilla           | Gros Xake Taldea                  |
| 2012 | León              | Sestao Naturgas Energía           |
| 2013 | Linares           | Sestao Naturgas Energía           |
| 2014 | Linares           | Mérida Patrimonio de la Humanidad |
| 2015 | Linares           | Solvay                            |
| 2016 | Monzón            | Sestao Fundacion EDP              |
| 2017 | Linares           | Sestao Bizkaialde                 |
| 2018 | Linares           | Sestao Bizkaialde                 |
| 2019 | Melilla           | Magic Extremadura                 |
| 2020 | Linares           | Silla Bosch Serinsys              |
| 2021 | Toledo            | DuoBeniaján Costa Cálida          |
| 2022 | Linares           | Solvay                            |
| 2023 | Linares           | DuoBeniaján Costa Cálida          |
| 2024 | Melilla           | DuoBeniaján Costa Cálida          |